# Mima Ito
Mima Ito, född den 21 oktober 2000 i Iwata, är en japansk bordtennisspelare.
Hon tog OS-brons i damlag i samband med de olympiska bordtennisturneringarna 2016 i Rio de Janeiro..
Under de olympiska bordtennisturneringarna 2021 i Tokyo tog hon Japans första olympiska bordtennisguld i mixdubbel tillsammans med Jun Mizutani. Hon tog även silver i lagtävlingen och brons i singel.